# 赫里察伊夫
赫里察伊夫（烏克蘭語：Грицаїв），是烏克蘭東北部蘇梅州比洛皮利亞區的旧村，隶属于原托夫斯塔村拉达。分別距離魯達1.5公里和托夫斯塔2公里，1988年人口30。
2001年1月11日，该村庄被废除。